# Kornél Havasi
 Kornél Havasi  (Budapest, 10 de gener de 1892 – † Àustria, 15 de gener de 1945) fou un jugador d'escacs hongarès. Va arribar a estar al lloc 24è del món.

## Resultats destacats en competició
El 1911 va guanyar el torneig de Budapest; el 1912 fou 9è al Campionat d'Hongria a Temesvár (el campió fou Gyula Breyer); el 1917 empatà als llocs 4t-5è a Budapest (campió: Breyer).
El 1918 fou 4t a Budapest (campions: Zoltán von Balla i Richard Réti); empatà als llocs 9è-11è a Kaschau (Košice) (campió: Réti); el 1920 empatà al primer-segon lloc amb Szávay a Budapest; el 1921 fou 6è a Gyula (campió: Borislav Kostić).
El 1922 Havasi fou Campió d'Hongria a Budapest. El 1923 fou 3r a Budapest, i empatà als llocs 6è-7è a Gyula (campió: Gruber); el 1924 fou 10è al Campionat d'Hongria a Győr (campió: Géza Nagy).
El 1925 empatà als llocs 6è a 10è al Maróczy Jubiläumturnier de Debrecen, (el campió fou Hans Kmoch); el 1926 empatà als llocs 3r-4t a Budapest (campió: Endre Steiner). A l'Olimpíada no oficial de 1926, Hongría hi assolí la medalla d'or, i Steiner empatà als llocs 12è a 14è en el torneig individual 1st FIDE Masters celebrat simultàniament (els campions ex aequo foren Ernst Grünfeld i Mario Monticelli). El 1928 empatà als llocs 2n-4t al campionat hongarès a Budapest (campió: Árpád Vajda); i empatà als llocs 7è-8è al torneig de Budapest (campió: José Raúl Capablanca). El 1929 guanyà a Mezökövesd (Quadrangular).
El 1931 empatà als llocs 4t-5è al campionat hongarès a Budapest (campió: Lajos Steiner); el 1934 fou 4t a Sopron (campió: Rudolf Spielmann); empatà als llocs 5è-6è a Budapest (Maróczy Jubilee, campió: Erich Eliskases); i empatà als llocs 12è-14è a Budapest (Ujpest) (campió: Andor Lilienthal). El 1935 empatà als llocs 5è a 6è a Tatatovaros (campió: László Szabó). El 1936 empatà als llocs 5è-7è al Campionat d'Hongria a Budapest (campions: L. Steiner i Mieczysław Najdorf). El 1938 empatà als llocs 3r-4t a Milà (campions: Eliskases i Monticelli). El 1939 empatà als llocs 4t-6è al Memorial Dori a Budapest, (campions: Balla i Szabó).

## Olimpíades d'escacs
Havasi va representar Hongria en set Olimpíades d'escacs oficials i en dues de no oficials, entre 1924 i 1937, i hi va guanyar diverses medalles, tant individuals com per equips:
- En olimpíades no oficials, hi guanyà dues medalles per equips: d'argent el 1924 i d'or el 1936.
- En olimpíades oficials, hi guanyà cinc medalles, una d'individual (argent, per la seva actuació al tercer tauler, a Varsòvia 1935), i quatre per equips (or el 1927 i 1928, i argent el 1930 i 1937).

| Any  | Olimpíada                | Ciutat     | Tauler | Guanyades | Perdudes | Taules | %    | Posició indiv.   | Posició equip    |
| ---- | ------------------------ | ---------- | ------ | --------- | -------- | ------ | ---- | ---------------- | ---------------- |
| 1924 | I Olimpíada no oficial   | París      | 4t     | 6         | 5        | 2      | 53.8 | 9                | Medalla de plata |
| 1927 | I Olimpíada              | Londres    | 4t     | 4         | 1        | 3      | 68.8 | 7                | Medalla d'or     |
| 1928 | II Olimpíada             | La Haia    | 4t     | 6         | 1        | 9      | 65.6 | 9                | Medalla d'or     |
| 1930 | III Olimpíada            | Hamburg    | 4t     | 10        | 0        | 4      | 85.7 | 5                | Medalla de plata |
| 1931 | IV Olimpíada             | Praga      | 4t     | 7         | 4        | 3      | 60.7 | 9                | 10               |
| 1933 | V Olimpíada              | Folkestone | 4t     | 5         | 1        | 6      | 66.7 | 4                | 5                |
| 1935 | VI Olimpíada             | Varsòvia   | 3r     | 5         | 0        | 6      | 72.7 | Medalla de plata | 4                |
| 1936 | III Olimpíada no oficial | Múnic      | 4t     | 4         | 0        | 12     | 62.5 |                  | Medalla d'or     |
| 1937 | VII Olimpíada            | Estocolm   | 4t     | 6         | 4        | 5      | 56.7 | 8                | Medalla de plata |

Va guanyar en total sis medalles per equips (tres d'or: 1927, 1928, 1936, i tres d'argent: 1924, 1930, 1937), i una medalla individual, d'argent, el 1935. Prescisament a l'Olimpíada de Varsòvia de 1935, Havasi va fer la millor actuació de la seva carrera (performance Elo: 2603)
A l'Olimpíada no oficial de 1924, Hongria hi assolí la medalla d'argent en la classificació per equips, i en l'apartat individual, Havasi fou 9è a la final del Campionat del Món Amateur (el campió fou Hermanis Matisons). A l'Olimpíada no oficial de 1926, Hongría hi assolí la medalla d'or, i Havasi empatà als llocs 12è a 14è al torneig individual 1st FIDE Masters celebrat simultàniament (els campions ex aequo foren Ernst Grünfeld i Mario Monticelli).
Kornél Havasi va morir el 1945 a Bruck/Leitha (Àustria), on era presoner dels nazis fent treballs forçats.